# 姉川新之輔
姉川新之輔（あねかわ しんのすけ、本名:増田道正（ますだ みちまさ）、1949年8月28日 - ）は、前進座の役者。屋号は「鯉屋」・定紋は「丸に蔦」。群馬県生まれ。
3代目中村翫右衛門・5代目嵐芳三郎に師事。歌舞伎だけでなく現代劇にも積極的に進出し、舞台「オバケちゃん」などでの演技が各方面で高い評価を得ている。

## 出演

### ドラマ
- 伝七捕物帳 第150話「女心の情けが仇」（1977年、NTV） - 彦八

## 年譜
- 1973年、劇団前進座に入り、修行を行う
- 1978年、劇団前進座座員となり、活動
- 1986年、姉川新之輔に改名

## 当たり役
- 「毛剃」道具屋平四郎
- 「油地獄」白稲荷法印